# 道の駅小豆島ふるさと村
道の駅小豆島ふるさと村（みちのえき しょうどしまふるさとむら）は、香川県小豆郡小豆島町室生にある香川県道250号三都港平木線の道の駅である。
財団法人小豆島ふるさと村公社が運営しており、しょうどしま・ふるさと村海の駅として国土交通省より海の駅にも登録されている。

## 施設

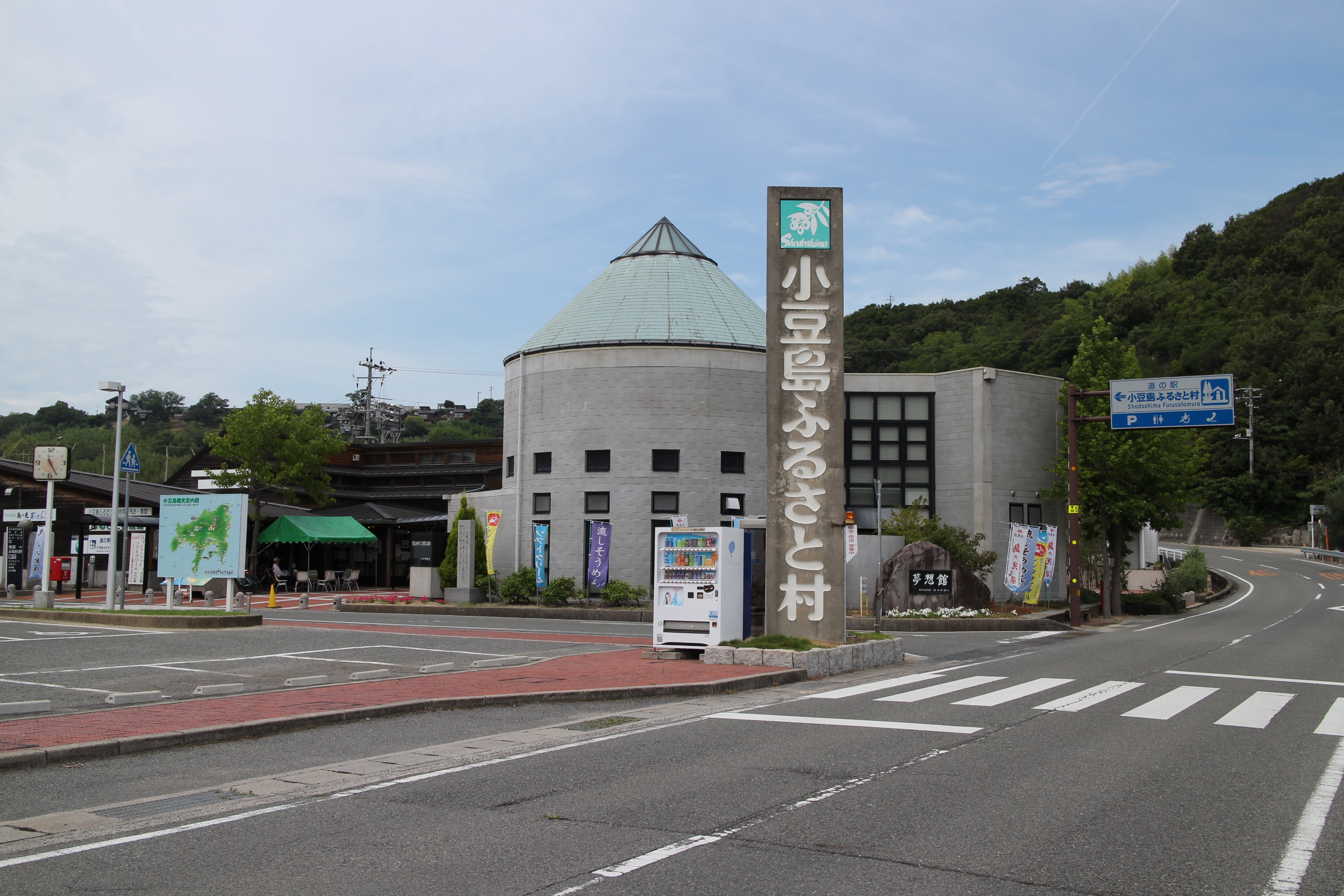
全景
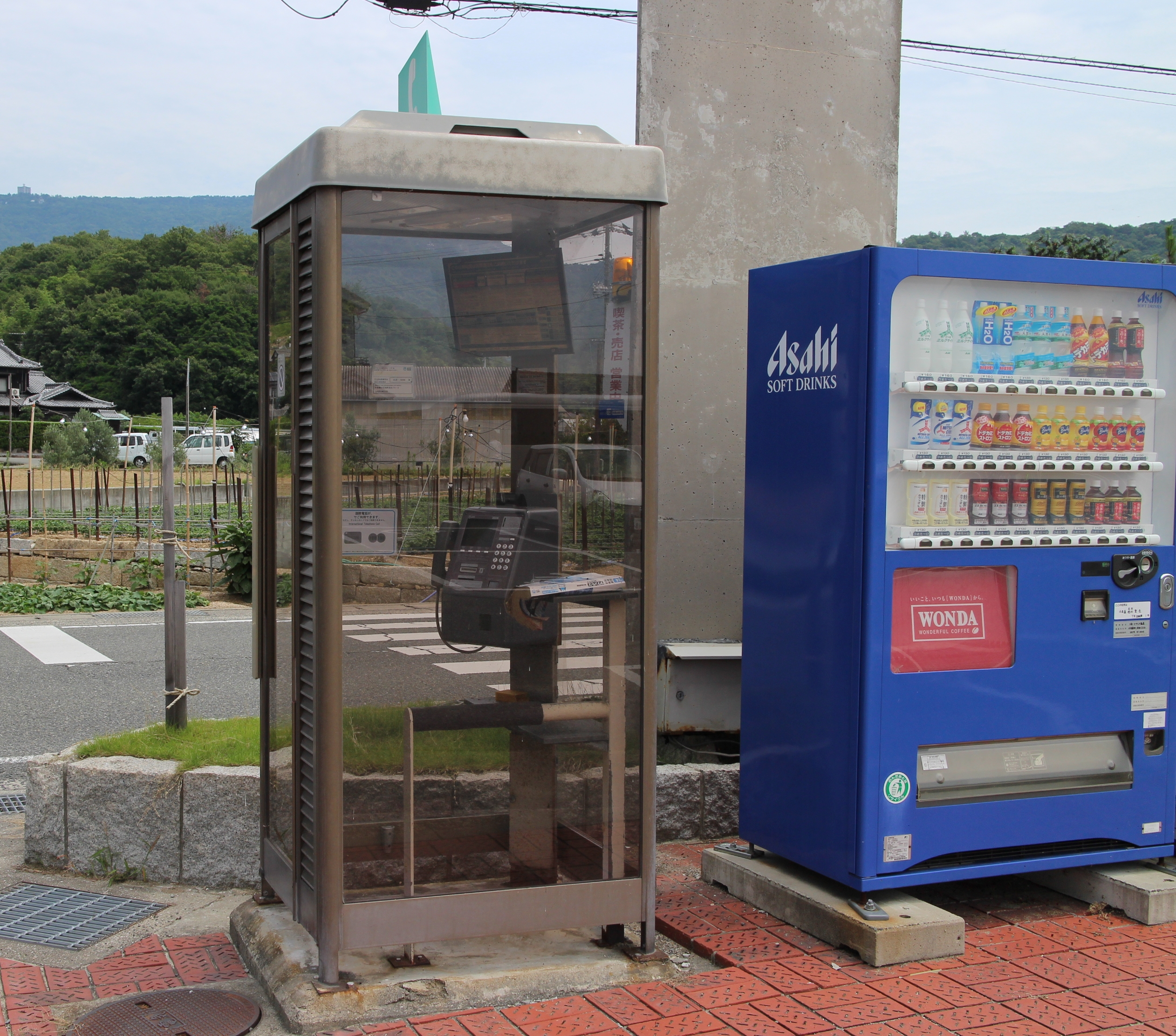
公衆電話
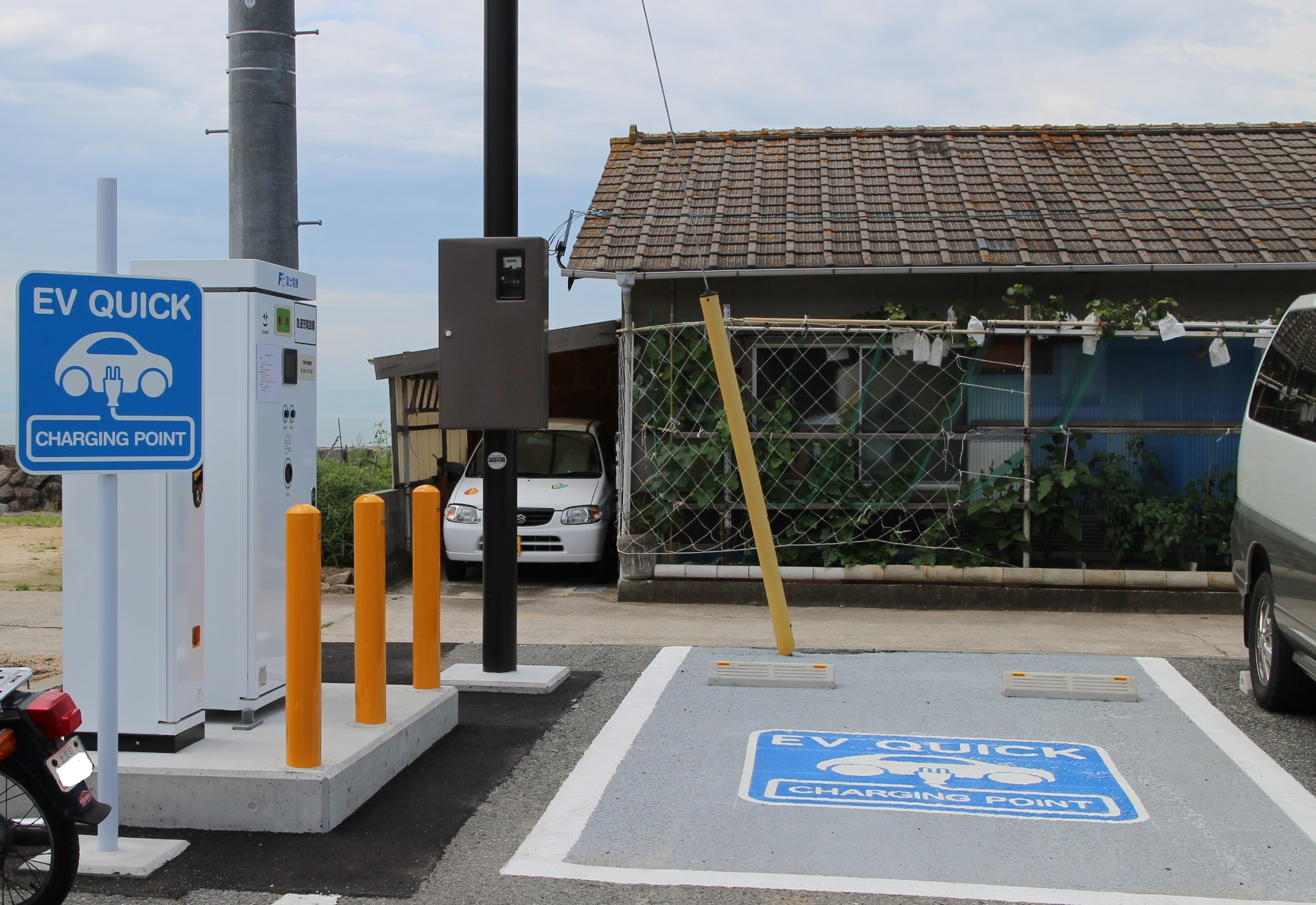
EVスポット

- 駐車場
  - 普通車：45台
  - 大型車：4台
  - 身障者用：2台
- トイレ
  - 男：大 4器（2器）、小 7器（5器）
  - 女：6器（4器）
  - 身障者用：1器（1器）

※（）内は、24時間利用可能
- 公衆電話
- 公衆FAX
- 手延そうめん館
- 物産販売コーナー
- 喫茶店「喫茶ふるさと村」
- 宿泊施設
  - ファミリーロッジ
  - オートキャンプ場
  - 公共の宿ふるさと荘
  - 国民宿舎小豆島
- スポーツ施設
- マリーナ
- EVスポット（電気自動車用充電器）

- 全景
- 公衆電話
- EVスポット

## 休館日
- 年中無休（喫茶店、物産販売コーナー）
- 毎週月曜日（3 - 12月）、毎週日曜日（1 - 2月）（手延そうめん館）

## アクセス
- 香川県道250号三都港平木線 - 登録路線

## 周辺
- 小豆島町役場
- 池田港
- 城山
- 銚子渓

## 事故
2019年7月25日に、同施設を訪れた香川県在住の女性が、施設側が来場者との触れ合いを目的に飼育しているヤギに突き飛ばされ、この事故で女性は左脚の靭帯断裂の重傷を負った。この女性は2021年10月18日に、施設側の安全管理が不十分だったとして、施設管理者である小豆島町を相手取って慰謝料など約530万円の損害賠償を求め高松地方裁判所に提訴した。施設側は事故を受け、柵を設置してヤギを隔離し、来場者向けの餌やり体験も取り止めている。